# Teemu Mäntysaari
Teemu Mäntysaari (Tampere, 7 gennaio 1987) è un chitarrista finlandese.
Fa parte dei Wintersun, band melodic death metal con cui finora ha registrato gli album Time I (2012) e The Forest Seasons (2017).
Ha suonato con gli Imperanon dal 2004 fino al loro scioglimento nel 2007.
Dal 2015 suona anche per gli Smackbound.
Nel settembre 2023 è stato annunciato come sostituto temporaneo di Kiko Loureiro nei Megadeth, per le date nordamericane del "Crush the World Tour", a causa di problemi familiari di Loureiro. Il 20 novembre 2023, con un comunicato ufficiale, Dave Mustaine ha confermato la presenza di Teemu Mäntysaari anche per il tour che la band sosterrà nel 2024.

## Discografia

### Con gli Imperanon
- Stained - 2004
- Demo 2006 - 2006

### Con i Wintersun
- Time I - 2012
- The Forest Seasons - 2017